# Первомайська сільська адміністрація
Первома́йська сільська адміністрація (каз. Первомайское ауылдық әкімдігі, рос. Первомайская сельская администрация) — адміністративна одиниця у складі Аулієкольського району Костанайської області Казахстану. Адміністративний центр та єдиний населений пункт — село Первомайське.
Населення — 502 особи (2021; 965 у 2009, 1638 у 1999, 2014 у 1989).
Станом на 1989 рік існувала Чернишевська сільська рада (селища Первомайський, Тастемір, Шолактерек). Село Шолактерек ліквідовано 2009 року, Чернишевський сільський округ перетворено у Первомайську сільську адміністрацію.

## Склад
До складу округу входять такі населені пункти:
| Населений пункт    | Старі назви   | Населення, осіб (1989) | Населення, осіб (1999) | Населення, осіб (2009) | Населення, осіб (2021) |
| ------------------ | ------------- | ---------------------- | ---------------------- | ---------------------- | ---------------------- |
| Первомайське, село | Первомайський | 1611                   | 1400                   | 965                    | 502                    |
| Тастемір, село     | -             | 188                    | 105                    | -                      | -                      |
| Шолактерек, село   | -             | 215                    | 133                    | -                      | -                      |